# Tetragonia diptera
Tetragonia diptera är en isörtsväxtart som beskrevs av Ferdinand von Mueller. Tetragonia diptera ingår i släktet tetragonior, och familjen isörtsväxter. Inga underarter finns listade i Catalogue of Life.